# 南國人
南國人（The Southlanders）是一支於1950年出道的牙買加-英國樂團，成員有艾德里克·康納（Edric Connor）、弗農·內斯貝斯（Vernon Nesbeth）、弗蘭克·曼納 （Frank Mannah）、哈里與艾倫·威爾莫特兄弟（Harry and Allan Wilmot）。該樂團最早的團名為「加勒比海」，第一張專輯是〈來自牙買加的歌〉。康納隨後帶領樂團出席倫敦名人餐廳的歌舞表演。接下來一年，該樂團常被樂迷稱為「南倫敦人」或「南方人」；直到錄製第二張專輯〈來自千里達的歌〉時，康納才決定以「南國人」為團名。
南國人最熱門的商業單曲，也是唯一登上英國單曲排行榜的歌是1957年翻唱的〈孤獨〉（Alone）。該曲於1957年11月22日進入排行榜並停留10週，在11月28日達到第17名，總銷量超過100萬張；最受歡迎的單曲則是〈我是鼴鼠，我住在洞裡〉（I am a Mole and I Live in a Hole，簡稱〈鼴鼠〉），歌曲名稱出自樂團貝斯手哈里·威爾莫特之口。雖然未能在1958年進入排行榜，但自發行以來，〈鼴鼠〉一直是南國人登台的必唱歌曲。
南國人的最後一首單曲〈愛的模仿〉（Imitation of Lov）於1961年發行。
樂團解散後，內斯貝斯於2004年1月半退休，定居於西班牙，2017年3月6日在托雷維耶哈去世；艾倫·威爾莫特退休後定居倫敦南部，2021年10月去世，享年96歲。